# 梓欣平
梓欣平（日语：／ Azusa Kinpei，1931年5月1日—1997年5月24日），日本男性配音員、演出家。出身於福島縣。身高164cm。
本名：橋本光雄。舊藝名有梓欣三、梓欣造。

## 人物簡介
原屬劇團藝協，最終所屬青二Production。1962年5月1日，梓欣平在宮內幸平等人成立劇團藝協之後，專門為後進新人進行指導。
1997年5月24日，因喉癌在千葉縣市川市的醫院去世，享壽66歳。

## 繼任
在梓欣平逝世後，配音員接任作品如下：
- 田中亮一—《七龍珠改》：姆林長老

## 演出
粗體字表示主要角色。

### 電視動畫
1971年
- 飄泊的太陽（峰慎介）

1975年
- 時間飛船（納里金）

1976年
- 保羅歷險記（托卡梅爾刑事）

1978年
- 魯邦三世 (TV第2系列)（日语：ルパン三世 (TV第2シリーズ)）（喬治）

1979年
- 魯邦三世 (TV第2系列)（貝魯登貝魯閣國王）

1980年
- 太陽的使者 鐵人28號

1981年
- 靈犬雪麗（菲利普、卡洛斯座長）

1983年
- 漫畫日本史（日语：まんが日本史 (日本テレビ)）（佐倉惣五郎）

1984年
- 古堡勇士萊特雅斯（日语：リトル・エル・シドの冒険）（斐迪南王）

1986年
- 鬼太郎 (第3作)（村長、源先生、死神）

1988年
- 奇天烈大百科（平吉爺爺〈初代〉）
- 高爾夫球手猿（日语：プロゴルファー猿）（救齊）

1989年
- 美味大挑戰（中橋）
- 勇者鬥惡龍（長老）
- 幸運騎士（日语：フォーチュン・クエスト）（米其林）

1990年
- 西瓜皮先生（澡堂老人、遠田部長）
- 奇天烈大百科（満壽雄、賣糖果的爺爺、倉吉）
- 七龍珠Z（姆林長老）
- 龙珠Z特别篇：一夫当关的最终决战（孫悟飯）
- 神通小精靈（邪馬邪馬夫的爺爺）

1991年
- 美味大挑戰（寶木老人）
- 勇者鬥惡龍 達伊的大冒險 (1991年版)（西納納〈羅摩斯國王〉）

1992年
- 美少女戰士（占卜師）

1995年
- 世界名作童話系列 Wao！童話王國（日语：世界名作童話シリーズ ワ〜ォ!メルヘン王国）（國王）

1996年
- 鬼太郎 (第4作)（直也的祖父）
- 名偵探柯南（田中知史）

### 電影動畫
1979年
- 魯邦三世：卡里奧斯特羅之城（總主教）

1986年
- 喀喀喀的鬼太郎 強烈衝突!! 異次元妖怪的大叛亂（水木老師）

1992年
- 七龍珠Z：激鬥!! 100億能量戰士們（日语：ドラゴンボールZ 激突!!100億パワーの戦士たち）（姆林長老）

1994年
- 三國志 完結篇：遼闊的大地（王累）

1996年
- （校長）

### OVA
1989年
- 銀河英雄傳說（威廉·馮·克洛普修克特）

### 遊戲
1993年
- 拉普拉斯之魔 PC-ENGINE（老人）

1997年
- 魯邦三世 卡里奧斯特羅城 -再會-（日语：ルパン三世 カリオストロの城 -再会-）（總主教）

### 外語配音

#### 電影
- 外來客入侵（英语：A Stranger Among Us）（Rebbe〈Lee Richardson〉）※VHS版。
- 灌籃好手（英语：The Air Up There）（O'Hara神父〈Dennis Patrick〉）
- 現代啟示錄（報導攝影師〈Dennis Hopper〉）※日本電視台版。
- 回到未來III（酒場老人3〈Dub Taylor〉）※朝日電視台版[注 1]。
- 不列顛之戰（Keith Park少將〈Trevor Howard〉）
- 海角驚魂（裁判長〈Martin Balsam〉）※朝日電視台版。
- 猛龍怪客2（Frank Ochoa刑事〈Vincent Gardenia〉） ※日本電視台版。
- 刺殺甘迺迪（英语：Executive Action (film)）（Harold Ferguson〈Will Geer〉）※朝日電視台版。
- 亡命大煞星（英语：The Getaway (1994 film)）（Slim〈Richard Farnsworth〉）※朝日電視台版。
- 第三集中營（Preissen〈Ulrich Beiger〉）※富士電視台版[注 2]。
- 殺手精英（英语：The Killer Elite）
- 碧血長天（John Steele一等兵〈Red Buttons〉）※日本電視台版。
- 絕對機密（英语：The Pelican Brief (film)）（Rosenberg法官〈Hume Cronyn〉）※朝日電視台版。
- 海神號遇險記 (1972年電影)（James Martin〈Red Buttons〉）※日本電視台版。
- 衝突（英语：Serpico） ※朝日電視台版[注 3]。
- 銀線號大血案（英语：Silver Streak (film)）（Schreiner教授〈Stefan Gierasch〉）※日本電視台版。
- 擊射（英语：Slap Shot (film)）（Joe McGrath〈Strother Martin〉）※富士電視台版[注 3]。
- 有一座有40隻狗的城堡（英语：There Was a Castle with Forty Dogs）（Le notaire〈José María Caffarel〉）
- 白熱（英语：White Lightning (1973 film)）（J.C. Connors〈Ned Beatty〉）

#### 電視影集
- 三國演義（陳珪）※NHK-BS2版。

#### 動畫
- 阿拉丁（蘇丹國王〈Douglas Seale〉）
  - 阿拉丁和大盗之王
  - 阿拉丁：賈方復仇記
- 美女與野獸（Maurice〈Rex Everhart〉）

### 廣播劇CD
- 新撰組異聞 蒼狼的神話1 天動（1991年，近江屋勘兵衛）

### 電視節目
- 仔細看好（日语：よくみよう）（1966年度，NHK教育）
- NHK特集（旁白）

## 演出
- 傻子伊凡
- 萬里尋母（日语：母をたずねて）
- 賣火柴的小女孩
- 野天鵝（日语：白鳥の王子）
- 長腿叔叔

## 著書
- （明治圖書出版 現代幼兒教育新書5）※梓欣造名義。

## 腳註

## 外部連結
- 梓欣平｜青二Production （日語）